# Ad plurimas
Ad plurimas è una enciclica di papa Leone XII, datata 25 gennaio 1825.